# Wolfgang Klapheck
Wolfgang Klapheck (* 9. Juli 1966 in Dorsten) ist ein ehemaliger deutscher Ruderer, der 1991 Weltmeister mit dem Achter war.

## Sportliche Karriere
Bei den U23-Weltmeisterschaften 1986 gewann Klapheck mit dem deutschen Achter die Silbermedaille, 1987 siegte er mit dem Vierer mit Steuermann in der Besetzung Mark Mauerwerk, Matthias Mellinghaus, Klapheck, Dirk Balster und Steuermann Martin Ruppel. In der gleichen Besetzung belegte dieser Vierer den siebten Platz bei den Weltmeisterschaften 1987 in der Erwachsenenklasse. Bei den Olympischen Sommerspielen 1988 traten im Vierer mit Steuermann Andreas Lütkefels, Christoph Korte, Wolfgang Klapheck, Roland Baar und Steuermann Martin Ruppel an und belegten den siebten Platz. 1989 traten Lütkefels, Korte und Klapheck mit Schlagmann Armin Eichholz und Steuermann Guido Groß bei den Weltmeisterschaften in Bled an und erreichten den neunten Platz.
Bei den Weltmeisterschaften 1990 in Tasmanien gewann im Vierer mit Steuermann das Boot aus der DDR vor dem Boot aus der Bundesrepublik mit Wolfgang Klapheck, Stefan Scholz, Ansgar Wessling, Volker Zimmnau und Steuermann Thomas Alt. 1991 rückte Wolfgang Klapheck in den Deutschland-Achter auf und gewann den Titel bei den Weltmeisterschaften in Wien.

## Deutsche Meisterschaften
- Zweier ohne Steuermann: 1991[2]
- Vierer mit Steuermann: 1987[3]